# Listă de filme produse în Germania nazistă
Aceasta este o listă de filme germane din perioada  1933–1945, adică produse în Germania nazistă, începând cu ajungerea la putere a lui Adolf Hitler (30 ianuarie 1933) până la predarea lui Karl Dönitz la sfârșitul celui de-al doilea război mondial (8 mai 1945).
Deși nu sunt la fel de apreciate ca filmele produse în Republica de la Weimar, filmele din Germania nazistă, realizate în principal sub controlul lui Joseph Goebbels, generează o anumită fascinație pentru mulți cinefili, atât pentru calitatea lor de documente istorice din una dintre cele mai importante și tulburătoare perioade istorice din secolul 20, cât și pentru propria lor valoare artistică. În timp ce unele dintre ele sunt populare doar în subcultura  neonazistă, comediile în care joacă Heinz Rühmann sunt încă printre favoritele germanilor, iar filmele de propagandă ale lui Leni Riefenstahl au fost influente, deși controversate.

## 1933
Note: Unele filme din acest an sunt parte a filmelor produse în Republica de la Weimar cât și în Al Treilea Reich
| Titlu                                                                      | Regizor                          | Distribuție                                          | Gen             | Note                                                   |
| -------------------------------------------------------------------------- | -------------------------------- | ---------------------------------------------------- | --------------- | ------------------------------------------------------ |
| Alle Machen mit                                                            | Franz Wenzler                    | Heinz Rühmann, Henny Porten, Magda Schneider         |                 | Film scurt                                             |
| Das Blumenmädchen vom Grand-Hotel                                          | Carl Boese                       | Elsa Merlini, Georg Alexander, Hans Brausewetter     |                 | [ 2 ]                                                  |
| Der Choral von Leuthen                                                     | Carl Froelich, Arzén von Cserépy | Otto Gebühr, Olga Tschechowa, Elga Brink             |                 | [ 3 ]                                                  |
| Der Deutsche Reichstag zu Nürnberg                                         |                                  |                                                      | Documentar      | [ 4 ]                                                  |
| The Flower of Hawaii                                                       | Richard Oswald                   | Mártha Eggerth, Hans Fidesser, Iván Petrovich        |                 | [ 5 ]                                                  |
| Flüchtlinge                                                                | Gustav Ucicky                    | Hans Albers, Käthe von Nagy, Eugen Klöpfer           | Historical      | [ 6 ]                                                  |
| Gretel zieht das große Los                                                 | Carl Boese                       | Lucie Englisch, Leopold von Ledebur, Jakob Tiedtke   |                 | [ 7 ]                                                  |
| Hans Westmar. Einer von vielen. Ein deutsches Schicksal aus dem Jahre 1929 | Franz Wenzler                    | Emil Lohkamp, Paul Wegener, Heinrich Heilinger       | Propaganda film | [ 8 ]                                                  |
| Hitlerjunge Quex: Ein Film vom Opfergeist der deutschen Jugend             | Hans Steinhoff                   | Berta Drews, Heinrich George, Jürgen Ohlsen          | Propaganda      | [ 9 ]                                                  |
| Hitlers Aufruf an das deutsche Volk                                        |                                  |                                                      |                 | [ necesită citare ]                                    |
| The House of Dora Green                                                    | Henrik Galeen                    | Mady Christians, Paul Hartmann                       | Thriller        |                                                        |
| Ich und die Kaiserin                                                       | Friedrich Hollaender             | Lilian Harvey, Conrad Veidt, Mady Christians         | Musical         | [ 10 ] [ 11 ]                                          |
| Der Jäger aus Kurpfalz                                                     | Carl Behr                        | Hans Adalbert Schlettow, Fritz Kampers, Carl Braun   |                 | [ 12 ]                                                 |
| Kleiner Mann-Was Nun?                                                      | Fritz Wendhausen                 | Hermann Thimig, Viktor de Kowa, Hertha Thiele        |                 | [ 13 ]                                                 |
| Liebelei                                                                   | Max Ophüls                       | Paul Hörbiger, Magda Schneider, Wolfgang Liebeneiner |                 | [ 14 ]                                                 |
| Ein Lied geht um die Welt                                                  | Richard Oswald                   | Joseph Schmidt, Viktor de Kowa, Charlotte Ander      |                 | [ 15 ]                                                 |
| The Marathon Runner                                                        | Ewald André Dupont               | Brigitte Helm, Hans Brausewetter                     | Sports          |                                                        |
| Meisterdetektiv                                                            | Franz Seitz                      |                                                      | Comedy          | [ necesită citare ]                                    |
| The Merry Heirs                                                            | Max Ophüls                       | Heinz Rühmann, Max Adalbert, Ida Wüst                | Romance, comedy | [ 16 ] [ 17 ]                                          |
| Morgenrot                                                                  | Gustav Ucicky                    | Rudolf Forster, Adele Sandrock, Fritz Genschow       |                 | [ 18 ]                                                 |
| Der Page vom Dalmasse-Hotel                                                | Victor Janson                    | Dolly Haas, Harry Liedtke, Hans Junkermann           |                 | [ 19 ]                                                 |
| S.A.-Mann Brand                                                            | Franz Seitz                      | Otto Wernicke, Elise Aulinger, Joe Stoeckel          | Propaganda film | [ 20 ]                                                 |
| S.O.S. Eisberg                                                             | Arnold Fanck                     | Gustav Diessl, Leni Riefenstahl, Sepp Rist           |                 | [ 21 ]                                                 |
| S.O.S. Iceberg                                                             | Tay Garnett, Arnold Fanck        | Rod La Rocque, Leni Riefenstahl, Sepp Rist           |                 | American-German co-production                          |
| Das Schloß im Süden                                                        | Géza von Bolváry                 | Liane Haid, Viktor de Kowa, Paul Kemp                |                 | “The Distribuțiele in the South”                       |
| Der Sieg des Glaubens                                                      | Leni Riefenstahl                 |                                                      | Propaganda      | [ 23 ]                                                 |
| Die Sonne geht auf                                                         | Willy Reiber                     | Fritz Kampers, Rudolf Platte, Jakob Tiedtke          |                 | [ 24 ]                                                 |
| The Testament of Dr. Mabuse                                                | Fritz Lang                       | Oskar Beregi, Rudolf Klein-Rogge, Theodor Loos       | Crime           | [ 25 ] [ 26 ]                                          |
| Le Testament du Dr. Mabuse                                                 | Fritz Lang                       | Jim Gérald, René Ferté, Thomy Bourdelle              |                 | French-language version of The Testament of Dr. Mabuse |
| Der Tunnel                                                                 | Curtis Bernhardt                 | Paul Hartmann, Olly von Flint, Gustaf Gründgens      | Comedy-drama    | French-German co-production                            |
| Viktor und Viktoria                                                        | Reinhold Schünzel                | Renate Müller, Hermann Thimig, Adolf Wohlbrück       |                 | [ 30 ]                                                 |
| Was Frauen träumen                                                         | Géza von Bolváry                 | Nora Gregor, Gustav Fröhlich, Kurt Horwitz           | Comedy, mystery | [ 31 ] [ 32 ]                                          |
| Zwei gute Kameraden                                                        | Max Obal                         | Paul Hörbiger, Fritz Kampers, Margot Walter          |                 | [ 33 ]                                                 |

## 1934
| Titlu                                  | Regizor                             | Distribuție                                              | Gen                      | Note                                                                            |
| -------------------------------------- | ----------------------------------- | -------------------------------------------------------- | ------------------------ | ------------------------------------------------------------------------------- |
| Carmen                                 | Lotte Reiniger                      |                                                          |                          | Animation                                                                       |
| La Chanson de l'adieu                  | Albert Valentin, Géza von Bolváry   | Janine Crispin, Jean Servais, Lucienne Lemarchand        |                          | German-French co-production                                                     |
| Die Englische Heirat                   | Reinhold Schünzel                   | Adele Sandrock, Fritz Odemar, Georg Alexander            |                          | [ 36 ]                                                                          |
| Der Herr der Welt                      | Harry Piel                          | Walter Janssen, Sybille Schmitz, Aribert Waescher        | film SF                  | [ 37 ]                                                                          |
| Es tut sich was um Mitternacht         | Robert A. Stemmle                   | Leopoldine Konstantin, Dolly Haas, Karl Ludwig Schreiber |                          | [ 38 ]                                                                          |
| Ferien vom Ich                         | Hans Deppe                          | Hermann Speelmans, Carola Höhn, Georg H. Schnell         |                          | [ 39 ]                                                                          |
| Der Firmling                           |                                     | Karl Valentin, Liesl Karlstadt                           |                          | [ 40 ]                                                                          |
| Die Freundin eines großen Mannes       | Paul Wegener                        | Käthe von Nagy, Karl Ludwig Diehl, Jessie Vihrog         |                          | [ 41 ]                                                                          |
| Fräulein Frau                          | Carl Boese                          | Paul Hörbiger, Jenny Jugo, Olga Limburg                  |                          | [ 42 ]                                                                          |
| Das Gestohlene Herz                    | Lotte Reiniger                      |                                                          |                          | Animated short                                                                  |
| Gold                                   | Karl Hartl                          | Hans Albers, Michael Bohnen, Brigitte Helm               | Science fiction, drama   | [ 44 ] [ 45 ]                                                                   |
| Hanneles Himmelfahrt                   | Thea von Harbou                     | Inge Landgut, Rudolf Klein-Rogge, Käte Haack             |                          | [ 46 ]                                                                          |
| Heinz im Mond                          | Robert A. Stemmle                   | Heinz Rühmann, Annemarie Sörensen, Rudolf Platte         |                          | [ 47 ]                                                                          |
| Heldentum and Todeskampf unserer Emden | Louis Ralph                         | Louis Ralph, Wilhelm Kaiser-Heyl, Werner Fuetterer       |                          | [ 48 ]                                                                          |
| Ich kenn' dich nicht und liebe dich    | Géza von Bolváry                    |                                                          |                          | I Don't Know You and I Love You                                                 |
| Im Schallplattenladen                  | Hans H. Zerlett                     | Karl Valentin, Liesl Karlstadt                           | slapstick/comedy         | one of Valentin's classics based on his idea; In the Record (LP) Shop           |
| Liebe und die erste Eisenbahn          | Hasso Preis                         |                                                          |                          | Love and the First Railroad                                                     |
| Liebe, Tod und Teufel                  | Heinz Hilpert, Reinhart Steinbicker |                                                          |                          | Love, Death and Devil                                                           |
| Ein Mann will nach Deutschland         | Paul Wegener                        |                                                          |                          | A Man wants to get to Germany                                                   |
| Muratti greift ein                     | Oskar Fischinger                    |                                                          | Animation                |                                                                                 |
| Der Schimmelreiter                     | Hans Deppe, Curt Oertel             | Marianne Hoppe, Mathias Wieman                           | classic literature/drama | The Rider on the White Horse                                                    |
| So ein Flegel                          | Robert A. Stemmle                   |                                                          |                          | What a Lout                                                                     |
| Um das Menschenrecht                   | Hans Zoberlein                      |                                                          |                          | For the Rights of Man; Anti-Communism propaganda paying homage to the Freikorps |
| Der Verlorene Sohn                     | Luis Trenker                        |                                                          |                          | The Lost Son                                                                    |
| Was bin ich ohne Dich                  | Arthur Maria Rabenalt               |                                                          |                          | What Am I Without You?                                                          |
| William Tell                           | Heinz Paul                          | Hans Marr, Conrad Veidt                                  | Historical               | Co-production with Swizerland                                                   |

## 1935
| Titlu                                                  | Regizor                      | Distribuție | Gen         | Note |
| ------------------------------------------------------ | ---------------------------- | --- | ----------- | --- |
| Achte mir auf Gakeki                                   | Alwin Elling                 | Hermann Braun, Erich Fiedler, Heinz Flügge, Baby Gray, Rudolf Klicks, Georg Kroning, Herbert Schmidt | Short       | ' |
| Alles um eine Frau                                     | Alfred Abel                  | |             | All for a Woman |
| Amphitryon                                             | Reinhold Schünzel            | | Musical     | Based on Greek mythology |
| April, April!                                          | Douglas Sirk                 | |             | |
| Der alte und der junge König                           | Hans Steinhoff               | |             | The Old and the Young King; The story of Friedrich Wilhelm I |
| Le Domino vert                                         | Henri Decoin, Herbert Selpin | |             | |
| Dr. Todt - Berufung und Werk                           |                              | |             | 36 minute film about Dr. Fritz Todt and the Siegfried Line |
| Einer zuviel an Bord                                   | Gerhard Lamprecht            | |             | One Too Many on Board |
| Ein Falscher Fuffziger                                 | Carl Boese                   | |             | A Two-Face |
| Das Erbe                                               | Carl Hartmann                | | Short       | The Inheritance, propaganda for euthanasia and sterilization |
| Forget Me Not                                          | Augusto Genina               | Beniamino Gigli, Peter Bosse | Drama       | Remade in Britain the following year |
| Friesennot                                             | Peter Hagen                  | | Propaganda  | Frisians in Peril; Distributed by the National Socialist State Propaganda Regizorate; anti-Communism film                                                                          |
| Henker, Frauen und Soldaten                            | Johannes Meyer               | |             | Hangmen, Women and Soldiers |
| Ich liebe alle Frauen                                  | Carl Lamac                   | |             | I Love All Women |
| Im Aufmarschgebiet der abessinischen Armee             | Martin Rikli                 | |             | In the Staging Ground of the Abyssinian Army; Related to the Second Italo-Ethiopian War (?)                                                                                        |
| La Kermesse héroïque                                   | Jacques Feyder               | |             | |
| Knockout - Ein junges Mädchen, ein junger Mann         | Carl Lamac, Hans H. Zerlett  | |             | Knockout - A Young Girl, a Younger Man |
| Komposition in Blau                                    | Oskar Fischinger             | | Animation   | Composition in Blue; In Gasparcolor |
| Mazurka                                                | Willi Forst                  | |             | |
| Das Mädchen Johanna                                    | Gustav Ucicky                | |             | That Girl Joanna |
| Papageno                                               | Lotte Reiniger               | | Animation   | |
| Punks Kommt aus Amerika                                | Karlheinz Martin             | Attila Hörbiger, Lien Deyers, Ralph Arthur Roberts, Sybille Schmitz, Henry Lorenzen, Oskar Sima, Erika Glässner, Georges Boulanger, Maria Meissner, Josef Sieber, Ekkehard Arendt, Ernst Behmer, Hermann Braun, Louis Brody, Adolf Fischer |             | Punks Comes from America |
| Das Stahltier                                          | Willy Zielke                 | | Documentary | The Steel Animal |
| Tag der Freiheit: Unsere Wehrmacht                     | Leni Riefenstahl             | | Propaganda  | Day of Freedom - Our Wehrmacht; propaganda film about the 1935 Nazi Party Congress                                                                                                 |
| Triumph des Willens                                    | Leni Riefenstahl             | | Propaganda  | Triumph of the Will; propaganda film about the 1934 Nazi Party Congress |
| Wunder des Fliegens: Der Film eines deutschen Fliegers | Heinz Paul                   | Ernst Udet, Jürgen Ohlsen, Kate Haack, Cornelius Booth, Leonie Duval |             | The Miracle of Flight: The Film of a German Flyer, German boy who lost his pilot father in World War I meets and bonds with his hero, ace Ernst Udet. This was Ohlsen's last film. |

## 1936
| Titlu                            | Regizor                       | Distribuție | Gen         | Note |
| -------------------------------- | ----------------------------- | --- | ----------- | --- |
| Allotria                         | Willi Forst                   | |             | |
| Augustus the Strong              | Paul Wegener                  | Michael Bohnen, Lil Dagover | Historical  | Co-production with Poland |
| Erbkrank                         | Herbert Gerdes                | | Propaganda  | Euthanasia propaganda film |
| Fährmann Maria                   | Frank Wisbar                  | |             | |
| Fridericus                       | Johannes Meyer                | | Propaganda  | Propaganda film; set during the Seven Years' War, it shows Hitler as the legitimate heir to Frederick the Great                          |
| Glückskinder                     | Paul Martin                   | |             | The Blessed Children |
| Das Hofkonzert                   | Douglas Sirk                  | |             | The Court Concert |
| Home Guardsman Bruggler          | Werner Klingler               | Ludwig Kerscher, Franziska Kinz | War         | |
| The Hound of the Baskervilles    | Carl Lamac                    | | Mystery     | Der Hund von Baskerville; A Sherlock Holmes film                                                                                         |
| The Kaiser of California         | Luis Trenker                  | | Western     | Der Kaiser von Kalifornien; About John Sutter, the owner of Sutters Mill; the only western set in the United States made in Nazi Germany |
| Kopfjäger von Borneo             | Baron Victor von Plessen      | | Documentary | Headhunters of Borneo; German-Dutch co-production                                                                                        |
| Neunzig Minuten Aufenthalt       | Harry Piel                    | |             | The 90 Minute Delay |
| Savoy-Hotel 217                  | Gustav Ucicky                 | |             | |
| Das Schönheitsfleckchen          | Carl Froelich, Rolf Hansen    | |             | The Beauty Mark in Opticolor |
| Silhouetten                      | Lotte Reiniger, Walter Reisch | | Animation   | Animated feature film |
| Stadt Anatol                     | Viktor Tourjansky             | |             | The Town of Anatol; Film concerning Balkan oil development                                                                               |
| Stjenka Rasin                    | Alexandre Volkoff             | |             | |
| Traumulus                        | Carl Froelich                 | Emil Jannings, Hilde Weissner, Harald Paulsen, Hildegard Barko, Wilhelm P. Krüger, Hannes Stelzer, Hans Joachim Schaufuß, Hans Richter, Alexander Kraft Hohenlohe, Hilde von Stolz, Herbert Hübner, Ernst Waldow, Karl Etlinger, Hans Brausewetter, Harry Frank, Ernst Legal |             | |
| Das Veilchen vom Potsdamer Platz | J.A. Hübler-Kahla             | |             | |
| Vier Asse                        | George Pal                    | | Animation   | Four Aces |
| Where the Lark Sings             | Carl Lamac                    | Mártha Eggerth, Alfred Neugebauer | Musical     | Co-production with Hungary and Switzerland                                                                                               |
| Zum Greifen nah                  |                               | |             | Almost Close Enough to Touch, experimental 3-D film                                                                                      |

## 1937
| Titlu                                                    | Regizor                                  | Distribuție | Gen                        | Note |
| -------------------------------------------------------- | ---------------------------------------- | --- | -------------------------- | --- |
| Alles Leben ist Kampf                                    | Herbert Gerdes                           | | Propganda documentary      | All Life Is Struggle; advocates involuntary sterilization of the disabled and those with hereditary diseases. Produced by the Racial Political Office of the NSDAP (Berlin). |
| Die Ganz großen Torheiten                                | Carl Froelich                            | | All the Great Foolerie     | |
| Gasparone                                                | Georg Jacoby                             | Starring Marika Rökk |                            | |
| Gewitterflug zu Claudia                                  | Erich Waschneck                          | | Stormy Flight to Claudia   | |
| La Habanera                                              | Douglas Sirk                             | Zarah Leander, Ferdinand Marian, Karl Martell, Julia Serda, Paul Bildt, Edwin Jürgensen, Werner Finck | Drama                      | Zarah Leander falls in love with a Puerto Rican landowner |
| Der Herrscher                                            | Veit Harlan                              | |                            | The Ruler; film extoling leadership principle; featuring Emil Jannings |
| Juden ohne Maske                                         | Walter Böttcher and Leo von der Schmiede | |                            | The Jews Unmasked; 36 min Anti-Semitic documentary propaganda film |
| Kapriolen                                                | Gustaf Gründgens                         | |                            | romantic comedy with newly-wed Gustaf Gründgens and Marianne Hoppe |
| Man spricht über Jacqueline                              | Werner Hochbaum                          | |                            | People are talking about Jacqueline |
| Der Mann, der Sherlock Holmes war                        | Karl Hartl                               | Hans Albers, Heinz Rühmann, Marieluise Claudius, Hansi Knoteck, Hilde Weissner, Siegfried Schürenberg | Comedic mystery            | The Man Who was Sherlock Holmes |
| Mädchen für alles                                        | Carl Boese                               | |                            | A Girl for Everything |
| Mein Sohn, der Herr Minister                             |                                          | | My Son the Minister        | |
| Mussolini in Deutschland                                 |                                          | Benito Mussolini and Adolf Hitler | documentary propaganda     | Mussolini in Germany; 31-minute film about Benito Mussolini's September 1937 visit to Munich                                                                                 |
| Opfer der Vergangenheit. Die Sünde wider Blut und Rasse. | Gernot Bock-Stieber                      | Anonymous victims of various illness. | Euthanasia propaganda film | Victims of the Past. The Sin against Blood and Race. This film was shown in every cinema in Germany.                                                                         |
| Ritt in die Freiheit                                     | Karl Hartl                               | Willy Birgel, Ursula Grabley, Viktor Staal, Hansi Knoteck, Edwin Jürgensen, Werner Schott, Heinz von Cleve, Hans Reinhard Knitsch, Berthold Ebbecke, Hermann Braun, Rudolf Schündler, Aribert Grimmer, Clemens Hasse | Historical                 | Ride to Freedom set in 1831 Poland. |
| Die Postkutsche                                          |                                          | |                            | This was the first experimental short movie in Agfacolor. It was shot on 35 mm reversal film.                                                                                |
| Die Tochter des Samurai                                  | Arnold Fanck și Mansaku Itami            | |                            | The Daughter of the Samurai aka Atarashiki tsuchi; German-Japanese co-production                                                                                             |
| To New Shores                                            | Douglas Sirk                             | Zarah Leander, Willy Birgel | Melodrama                  | |
| Truxa                                                    | Hans H. Zerlett                          | |                            | |
| Sherlock Holmes und die graue Dame                       | Erich Engels                             | |                            | Sherlock Holmes and the Gray Lady |
| Unternehmen Michael                                      | Karl Ritter                              | Heinrich George, Mathias Wieman, Willy Birgel, Hannes Stelzer, Heinz Welzel, Paul Otto, Otto Wernicke, Malte Jäger, Beppo Brem, Josef Dahmen, Josef Renner                                                           |                            | Operation Michael a/k/a The Private's Job |
| Weltraumschiff 1 startet...                              | Anton Kutter                             | | science fiction            | |
| Wenn Frauen schweigen                                    | Fritz Kirchhoff                          | |                            | When Women Remain Silent |
| Der zerbrochene Krug                                     | Gustav Ucicky                            | |                            | The Broken Jug ; featuring Emil Jannings. |
| Festliches Nürnberg                                      | Hans Weidemann                           | |                            | Festive Nuremberg; 21 minute compilation of footage from the 1936 and 37 Nazi Party Congresses                                                                               |

## 1938
| Titlu                                | Regizor           | Distribuție | Gen                 | Note |
| ------------------------------------ | ----------------- | --- | ------------------- | --- |
| Adrienne Lecouvreur                  | Marcel L'Herbier  | |                     | Starring Yvonne Printemps, Pierre Fresnay. Co-production with France. |
| Die Bauten Adolf Hitlers             | Albert Speer      | |                     | Adolf Hitlers Constructions; 17-minute propaganda film about "racial aspects" of architecture                                                                                       |
| Der Berg ruft!                       | Luis Trenker      | | The Mountain Calls! | |
| Der Blaufuchs                        | Viktor Tourjansky | |                     | The Blue Fox starring Zarah Leander |
| Carmen, la de Triana                 | Florián Rey       | |                     | A Spanish-German version of Carmen shot in Germany because of the war in Spain. |
| Comrades at Sea                      | Heinz Paul        | Theodor Loos, Ingeborg Hertel |                     | Kameraden auf See |
| España heroica                       | Paul Laven        | |                     | Heroic Spain; 86-minute documentary propaganda film about Spanish Civil War |
| Die Fromme Lüge                      | Nunzio Malasomma  | Pola Negri, Josefine Dora, Hermann Braun, Herbert Hübner, Harald Paulsen, Hans Fetscherin, Walter Gross                                                                    |                     | |
| Gastspiel im Paradies                | Karl Hartl        | |                     | |
| Les Gens du voyage                   | Jacques Feyder    | |                     | |
| Das Indische Grabmal                 | Richard Eichberg  | |                     | The Indian Tomb |
| Jugend                               | Veit Harlan       | Kristina Söderbaum, Eugen Klöpfer, Hermann Braun, Werner Hinz, Elisabeth Flickenschildt, Ernst Behmer                                                                      |                     | Titlu translation: "Youth." |
| Der Maulkorb                         | Erich Engel       | |                     | |
| Nanu, Sie kennen Korff noch nicht?   | Fritz Holl        | |                     | So You Don't Know Korff Yet? |
| Olympia 1. Teil - Fest der Völker    | Leni Riefenstahl  | |                     | Olympics, Part 1 - Celebration of the People; documentary of 1936 Summer Olympics. Shows Opening Ceremonies, Jesse Owens race, marathons                                            |
| Olympia 2. Teil - Fest der Schönheit | Leni Riefenstahl  | |                     | Olympics, Part 2 - Celebration of Beauty; includes field hockey, soccer, bicycling, equestrian, aquatic and gymnastic events, the Pentathlon, the Decathlon and Closing Ceremonies. |
| Pour le Mérite                       | Karl Ritter       | |                     | In praise of war veterans rejecting the Weimar Republic and the illegal rearmament.                                                                                                 |
| Le Récif de corail                   | Maurice Gleize    | |                     | |
| Es leuchten die Sterne               | Hans H. Zerlett   | |                     | Musical revue; released in the U.S. as The Stars Shine and in other countries under various Titlus                                                                                  |
| Was tun, Sybille?                    | Peter Paul Brauer | Jutta Freybe, Ingeborg von Kusserow, Hans Leibelt, Hermann Braun, Maria Koppenhöfer, Christine Grabe, Charlotte Schellhorn, Charlotte Hamann, Inge Landgut, and Hanna Mohs |                     | Titlu translation: "What to Do Sybil?" |
| Urlaub auf Ehrenwort                 | Karl Ritter       | |                     | Leave on Parole |
| Wort und Tat                         | Fritz Hippler     | |                     | Words and Deeds; 10-minute documentary propaganda film shows economic progress of Germany under Hitler by a series of montages                                                      |

## 1939
| Titlu                            | Regizor                         | Distribuție | Gen          | Note |
| -------------------------------- | ------------------------------- | --- | ------------ | --- |
| Befreite Hände                   | Hans Schweikart                 | |              | Freed Hands                                                                                                   |
| Bel Ami                          | Willi Forst                     | Olga Tschechowa | Period drama | |
| Cadets                           | Karl Ritter                     | Mathias Wieman, Carsta Löck | War          | Not put into general release until December 1941                                                              |
| La canción de Aixa               | Florián Rey                     | |              | Spanish-German film shot in Germany because of the war in Spain. A love story among Moors in Spanish Morocco. |
| Deutsches Land in Afrika         | Johannes Häussler               | |              | German Land in Africa; documentary                                                                            |
| Drei Unteroffiziere              | Werner Hochbaum                 | Albert Hehn, Fritz Genschow | War drama    | |
| Ein Lied verklingt               |                                 | |              | In Agfacolor                                                                                                  |
| Es war eine rauschende Ballnacht | Carl Froelich                   | |              | It Was a Roaring Ball night                                                                                   |
| Hallo Janine!                    | Carl Boese                      | Johannes Heesters, Rudi Godden | Musical      | |
| Irrtum des Herzens               | Bernd Hofmann and Alfred Stöger | |              | |
| D III 88                         | Herbert Maisch                  | Christian Kayßler, Otto Wernicke, Heinz Welzel, Hermann Braun, Adolf Fischer, Horst Birr, Karl Martell, Fritz Eberth, Carsta Löck, Paul Otto, Paul Bildt, Erich Dunskus, Ilse Fürstenberg, Malte Jäger, Eduard von Winterstein, Wolfgang Staudte, Walter Gross |              | Film from the perspective of a veteran officer about the November Revolution                                  |
| Leinen aus Irland                | Heinz Helbig                    | | Comedy       | Linen from Ireland, a comic anti-Semitic film in which a Jew tries to import linen duty-free from Ireland     |
| Das Lied der Wüste               | Paul Martin                     | |              | Song of the Desert                                                                                            |
| Marionette                       | Carmine Gallone                 | Beniamino Gigli, Carla Rust | Comedy       | German/Italian co-production                                                                                  |
| Mutterliebe                      | Gustav Ucicky                   | |              | Mother Love; propaganda film about family and race                                                            |
| Die Reise nach Tilsit            | Veit Harlan                     | |              | |
| Robert and Bertram               | Hans Heinz Zerlett              | Rudi Godden, Kurt Seifert | Comedy       | |
| Il Sogno di Butterfly            | Carmine Gallone                 | |              | |
| Umwege zum Glück                 | Fritz Peter Buch                | |              | |
| Uproar in Damascus               | Gustav Ucicky                   | Brigitte Horney, Joachim Gottschalk | Thriller     | |
| Walfänger in der Antarktis       | Gerhard A. Donner               | |              | Whaling Ship in the Antarctic; 55 minute documentary                                                          |
| Wasser für Canitoga              | Herbert Selpin                  | Hans Albers | western      | Water for Canitoga; set in Canada.                                                                            |
| Der Westwall                     | Fritz Hippler                   | |              | The West Wall; propaganda film about the Siegfried Line                                                       |

## 1940
| Titlu                                         | Regizor                                          | Distribuție | Gen               | Note                                                                                                 |
| --------------------------------------------- | ------------------------------------------------ | --- | ----------------- | --- |
| Achtung! Feind hört mit!                      | Arthur Maria Rabenalt                            | |                   | Beware! The Enemy Is Listening!                                                                      |
| Bismarck                                      | Wolfgang Liebeneiner                             | |                   | |
| Baumeisterin Chemie                           | Hans Schipulle                                   | | Short Documentary | 17 minutes                                                                                           |
| Deutsche Arbeitsstätten                       | Svend Noldan                                     | German Work Places; 10 min documentary |                   | |
| Deutsche Panzer                               | Walter Ruttmann                                  | |                   | German Tanks; 13 min documentary about Panzers                                                       |
| Deutsche Waffenschmieden                      | Walter Ruttmann                                  | German Weaponry; 12 min documentary |                   | |
| L'Entraîneuse                                 | Albert Valentin                                  | Nightclub Hostess |                   | |
| Der Ewige Jude                                | Fritz Hippler                                    | |                   | The Eternal Jew; Anti-Semitic documentary propaganda film                                            |
| Fahrt ins Leben                               | Bernd Hofmann                                    | |                   | Journey Into Life; Nazi film about 3 Merchant Navy Cadets.                                           |
| Feinde                                        | Viktor Tourjansky                                | Enemies; Film justifying the German Invasion of Poland |                   | |
| Feldzug in Polen                              | Fritz Hippler                                    | Campaign in Poland; documentary propaganda film about the 1939 invasion of Poland |                   | |
| Feuertaufe                                    |                                                  | Baptism by Fire; propaganda film about Luftwaffe in the 1939 invasion of Poland |                   | |
| Friedrich Schiller - Der Triumph eines Genies | Herbert Maisch                                   | Friedrich Schiller - the Triumph of a Genius |                   | |
| Der Fuchs von Glenarvon                       | Max W. Kimmich                                   | Olga Tschechowa, Karl Ludwig Diehl, Ferdinand Marian, Elisabeth Flickenschildt, Traudl Stark, Albert Florath, Lucie Höflich, Else von Möllendorff, Richard Häussler, Ellen Bang, Curt Lucas, Werner Hinz, Hermann Braun, Hans Mierendorff, Paul Otto, Hans Richter, Horst Birr, Peter Elsholtz, Aribert Mog, Hilde Körber, Friedrich Kayßler, Bruno Hübner, Joachim Pfaff, Karl Dannemann, Bernhard Goetzke, Karl Hannemann, Franz Weber, Albert Venohr, Ferdinand Terpe, Hanns Waschatko, Lili Schoenborn-Anspach, Wilhelm Große, Günther Langenbeck, Hellmuth Passarge, Edmund Pouch, Gustav Püttjer, Isolde Laux, Elli Löffler, Kurt Dreml, Max Große-Linden,and Kurt Polter |                   | The Fox of Glenarvon; pro-Irish film.                                                                |
| Das Herz der Königin                          | Carl Froelich                                    | |                   | The Heart of the Queen starring Zarah Leander as Mary, Queen of Scots                                |
| Indianer                                      | Ernst R. Müller and Gerd Philipp                 | | Documentary       | Indians; 85 minute documentary                                                                       |
| Jud Süß                                       | Veit Harlan                                      | |                   | The Jew Suss; dramatic anti-Semitic propaganda film                                                  |
| Kampf um Norwegen - Feldzug 1940              | Martin Rikli                                     | Battle for Norway - 1940 campaign; documentary propaganda film about the Norwegian Campaign |                   | |
| Kleider machen Leute                          | Helmut Käutner                                   | based on the story by Swiss writer Gottfried Keller starring Heinz Rühmann and his wife Hertha Feiler |                   | |
| Kora Terry                                    | Georg Jacoby                                     | |                   | |
| Der Marsch zum Führer                         | Unknown                                          | |                   | The March to the Führer; documentary propaganda film about Hitler Youth March to Nazi Party Congress |
| Operette                                      | Willi Forst, Karl Hartl and Robert Naestelberger | |                   | |
| Der Postmeister                               | Gustav Ucicky                                    | The Postmaster |                   | |
| Rosen in Tirol                                | Géza von Bolváry                                 | |                   | Roses in Tyrol                                                                                       |
| Die Rothschilds                               | Erich Waschneck                                  | |                   | The Rothschilds; anti-semitic dramatic propaganda film                                               |
| Stern von Rio                                 | Karl Anton                                       | |                   | Star of Rio                                                                                          |
| Tierparadies Südamerika                       | Werner Buhre and K. Krieg                        | | Documentary       | Animal Paradise South America; 66 minutes in length.                                                 |
| Thüringen, das grüne Herz Deutschlands        | J.C. Hartmann                                    | | Short Documentary | Thuringia: The Green Heart of Germany; 13 minute documentary                                         |
| Unser Fräulein Doktor                         | Erich Engel                                      | |                   | Our Woman Doctor                                                                                     |
| Verwandte sind auch Menschen                  | Hans Deppe                                       | Fritz Klaudius, Heinz Salfner, Else von Möllendorff, Ellen Bang, Hermann Braun, Margarete Kupfer, Oscar Sabo, Ernst Dumcke, Fritz Odemar, and Renée Stobrawa |                   | Relatives Are People Too.                                                                            |
| Vom Bäumlein, das andere Blätter hat gewollt  | Heinz Tischmeyer                                 | | animation         | Propaganda                                                                                           |
| Wunschkonzert                                 | Eduard von Borsody                               | |                   | Request Concert; musical romance set at the 1936 Summer Olympics                                     |

## 1941
| Titlu                               | Regizor               | Distribuție | Gen                                                      | Note |
| ----------------------------------- | --------------------- | --- | -------------------------------------------------------- | --- |
| Achte mir auf Gakeki                | Alwin Elling          | Hermann Braun |                                                          | ' |
| Annelie                             | Josef von Báky        | |                                                          | Story of a heroic World War II German mother. |
| Auf Wiedersehen, Franziska          | Helmut Käutner        | |                                                          | Goodbye, Franziska; film about a wife reminding her husband of his duty to go to war.                                                                                          |
| Bunte Kriechtierwelt                | Wolfram Junghans      | |                                                          | The Colorful World of Animals that Crawl; nature documentary; in Agfacolor |
| Carl Peters                         | Herbert Selpin        | |                                                          | A film about the pioneer instilling nationalistic ideology into the plot. |
| Frauen sind doch bessere Diplomaten | Georg Jacoby          | |                                                          | Women are better Diplomats; in Agfacolor |
| Friedemann Bach                     | Traugott Müller       | Gustav Gründgens, Leny Marenbach | Biopic                                                   | |
| Der Gasmann                         | Carl Froelich         | |                                                          | |
| Die Englische Krankheit             | Kurt Stefan           | |                                                          | The Sickness of Being English; 13 min documentary anti-British propaganda film                                                                                                 |
| Heimkehr                            | Gustav Ucicky         | Homecoming; dramatic anti-Polish propaganda film |                                                          | |
| Ich klage an                        | Wolfgang Liebeneiner  | I Accuse You; pro-euthanasia propaganda film |                                                          | |
| Immer nur Du                        | Karl Anton            | Only Ever You; musical romantic comedy |                                                          | |
| Jenny und der Herr im Frack         | Paul Martin           | Jenny and the Gentleman in Coattails; comedy; features brief nudity; involves philately (stamp collecting)                                                     |                                                          | |
| Kampfgeschwader Lützow'             | Hans Bertram          | Christian Kayßler, Hermann Braun, Heinz Welzel, Hannes Keppler, Marietheres Angerpointner, Carsta Löck, Adolf Fischer, Horst Birr, Helmut vom Hofe, Peter Voss |                                                          | Battle Squadron Lützow One of the last films made by Hermann Braun (1918-1945) prior to being drafted and killed in combat.                                                    |
| Kleine Mädchen-große Sorgen         | Boleslaw Barlog       | Hannelore Schroth, Geraldine Katt, Hermann Braun, Inge Burg, Dagny Servaes, Eva Prawitz, Fritz Odemar, Carsta Löck, Hans Brausewetter, and Roma Bahn           | Comedy?                                                  | Little Girl—Very Worried One of the last films made by Hermann Braun (1918-1945) prior to being drafted and killed in combat.                                                  |
| LAH Im Einsatz                      |                       | |                                                          | LAH in Action; 39-minute propaganda film about 1st SS Division Leibstandarte SS Adolf Hitler                                                                                   |
| Liebe ist zollfrei                  | E.W. Emo              | comedy |                                                          | |
| Mamma                               | Guido Brignone        | Mother; German-Italian co-production |                                                          | |
| Mein Leben für Irland               | Max W. Kimmich        | |                                                          | My Life for Ireland; dramatic anti-British propaganda film |
| Menschen im Sturm                   | Fritz Peter Buch      | |                                                          | Men in the Storm; propaganda film justifing the German annexation of northern Slovenia, dramatizing the "oppression" of the Volksdeutsch community there                       |
| Ohm Krüger                          | Hans Steinhoff        | |                                                          | about Paul Kruger, the South African leader in the Boer War; features Emil Jannings and Gustaf Gründgens; anti-British propaganda                                              |
| Quax, der Bruchpilot                | Kurt Hoffmann         | dramatic pro-Luftwaffe and anti-individualist film with propaganda tendencies starring Heinz Rühmann                                                           |                                                          | |
| ...reitet für Deutschland           | Arthur Maria Rabenalt | |                                                          | Riding for Germany; blacklisted film; Regizor banned for 2 years by the Americans for this film about a tournament runner with blatant patriotic and nationalistic undertones. |
| Sechs Tage Heimaturlaub             | Jürgen von Alten      | |                                                          | Six Days of Home Leave |
| Sieg im Westen                      | Svend Noldan          | |                                                          | Victory in the West; documentary/propaganda film about Blitzkrieg in Western Europe                                                                                            |
| Sowjetparadies                      |                       | |                                                          | The Soviet Paradise, 14-minute anti-Soviet documentary propaganda film |
| Spätrupp Hallgarten                 | Herbert Fredersdorf   | |                                                          | Hallgarten Patrol; soldier's death propaganda. |
| Stukas                              | Karl Ritter           | |                                                          | pro-Luftwaffe propaganda film; "Stuka" was a slang term for a German dive bomber                                                                                               |
| U-Boote westwärts                   | Günther Rittau        | Herbert Wilk, Heinz Engelmann, Joachim Brennecke, Ernst Wilhelm Borchert, Karl John, Clemens Hasse, Ilse Werner, Admiral Karl Dönitz as himself                | Kriegsmarine recruiting and anti-British propaganda film | U-Boats Westward; about U-Boats in the Battle of the Atlantic |
| Vertigine                           | Guido Brignone        | |                                                          | Tragödie einer Liebe; Broken Love; German-Italian co-production |

## 1942
| Titlu                                                                                        | Regizor                             | Distribuție                                                                  | Gen              | Note |
| -------------------------------------------------------------------------------------------- | ----------------------------------- | ---------------------------------------------------------------------------- | ---------------- | --- |
| 5 June                                                                                       | Fritz Kirchhoff                     | Carl Raddatz, Joachim Brennecke                                              | War              | Banned by Joseph Goebbels in November 1942 for unspecified reasons.                                                       |
| Andreas Schlüter                                                                             | Herbert Maisch                      |                                                                              |                  | A film about the sculptor Andreas Schlüter; subliminal Nazi propaganda throughout.                                        |
| Attack on Baku                                                                               | Fritz Kirchhoff                     | Willy Fritsch, René Deltgen                                                  | Thriller         | Anschlag auf Baku; anti-British propaganda.                                                                               |
| Berlin-Wie Es War                                                                            |                                     |                                                                              |                  | Berlin the Way it Was; 87 min documentary about pre-war Berlin                                                            |
| Boote mit Flügeln                                                                            | Nicholas Kaufmann                   |                                                                              | Documentary      | 14 min documentary |
| Die Entlassung                                                                               | Wolfgang Liebeneiner                |                                                                              |                  | The Dismissal; Sequel to Bismarck (1940); features Emil Jannings                                                          |
| GPU                                                                                          | Karl Ritter                         |                                                                              |                  | Anti-Communism propaganda.                                                                                                |
| Die goldene Stadt                                                                            | Veit Harlan                         |                                                                              |                  | The Golden City; in Agfacolor                                                                                             |
| Der Große König                                                                              | Veit Harlan                         |                                                                              | Historical Drama | The Great King; historical drama about King Frederick the Great of Prussia                                                |
| Die Große Liebe                                                                              | Rolf Hansen                         |                                                                              |                  | The Great Love; featuring Zarah Leander; highest grossing film of the Third Reich.                                        |
| Himmelhunde                                                                                  | Roger von Norman                    |                                                                              |                  | Sky Dogs; about a young glider pilot who becomes a military pilot; targeted toward youths.                                |
| Kleine Residenz                                                                              | Hans H. Zerlett                     |                                                                              |                  | |
| Männer, Meer und Stürme. Ein Film von der Romantik und dem Leben an Bord eines Segelschiffes | Heinrich Hauser and Hubert Schonger |                                                                              |                  | Men, Sea and Storm: A Film of the Romance and the Life Onboard a Segelship; 18 min documentary about Kriegsmarine         |
| Rembrandt                                                                                    | Hans Steinhoff                      |                                                                              |                  | |
| Rund um die Freiheitsstatue                                                                  |                                     |                                                                              |                  | 15-minute Anti-American propaganda film. aka Round the Statue of Liberty,Corruption of America                            |
| Die Sache mit Styx                                                                           | Karl Anton                          |                                                                              |                  | |
| Die See ruft                                                                                 | Hans Fritz Köllner                  |                                                                              | Documentary      | |
| Sprung in den Feind                                                                          | Wilhelm Stöppler                    |                                                                              |                  | 22-minute propaganda film, showing the invasion of the Netherlands. The bridge of Moerdijk is taken with Fallschirmjäger. |
| Das Tapfere Schneiderlein                                                                    | Hubert Schonger                     |                                                                              |                  | |
| The Thing About Styx                                                                         | Karl Anton                          | Laura Solari, Viktor de Kowa                                                 | Comedy/Crime     | |
| Wiener Blut                                                                                  | Willi Forst                         | Viennese Blood                                                               |                  | |
| Wir machen Musik                                                                             | Helmut Käutner                      | We Make Music; musical comedy featuring Ilse Werner and her whistling talent |                  | |
| Zwei in einer großen Stadt                                                                   | Volker von Collande                 | Two in a Big City                                                            |                  | |

## 1943
| Titlu                                                                 | Regizor                            | Distribuție | Gen         | Note |
| --------------------------------------------------------------------- | ---------------------------------- | --- | ----------- | --- |
| Alltag zwischen Zechentürmen                                          | Leo de Laforgue                    | 15 minute documentary |             | |
| Akrobat Schööön!                                                      | Wolfgang Staudte                   | |             | |
| Asse zur See                                                          | Hermann Stöß                       | | Documentary | |
| Das Bad auf der Tenne                                                 | Volker von Collande                | |             | In Agfacolor |
| The Crew of the Dora                                                  | Karl Ritter                        | |             | The Crew of the Dora |
| Damals                                                                | Rolf Hansen                        | |             | |
| Deutschland - Italien - Ungarn. Ein Boxländerkampf im Kriegsjahr 1942 |                                    | |             | Germany-Italy-Hungary. Boxing Championships in war year 1942                                                                    |
| Frauen sind keine Engel                                               |                                    | |             | Women Are Not Angels |
| Geheimnis Tibet                                                       | H.A. Lettow and Ernst Schäfer      | |             | Secretive Tibet; documentary about SS expedition to Tibet; aka Lhasa-Lo - Die verbotene Stadt - Lhasa-Lo - The Lost City        |
| Germanin - Die Geschichte einer kolonialen Tat                        | Max W. Kimmich                     | |             | Germanin - The Tale of a Colonial Deed; about a doctor in Germany's former African colonies                                     |
| Die Goldene Spinne                                                    | Erich Engels                       | |             | The Golden Spider |
| Ich vertraue Dir meine Frau an                                        | Kurt Hoffmann                      | I Entrust My Wife to You |             | |
| Immensee                                                              | Veit Harlan                        | |             | In Agfacolor |
| Junker der Waffen-SS                                                  |                                    | |             | Young Men of the Armed SS |
| Karneval der Liebe                                                    | Paul Martin                        | |             | Carneval of Love |
| Der Kleine Grenzverkehr                                               | Hans Deppe                         | based on a short story by Erich Kästner |             | |
| Liebeskomödie                                                         | Theo Lingen                        | Love Comedy |             | |
| Männer gegen Panzer                                                   |                                    | Men Against Tanks |             | |
| Ein Mann mit Grundsätzen?                                             | Géza von Bolváry                   | |             | A Man With Principles? |
| Maske in Blau                                                         | Paul Martin                        | |             | Mask in Blue |
| Münchhausen                                                           | Josef von Báky                     | |             | In Agfacolor, celebrating the 25th anniversary of the Ufa with impressive special effects; starring Hans Albers and Ilse Werner |
| Paracelsus                                                            | Georg Wilhelm Pabst                | |             | |
| Romanze in Moll                                                       | Helmut Käutner                     | | Drama       | Based on a story by Guy de Maupassant starring Marianne Hoppe and Paul Dahlke                                                   |
| Titanic                                                               | Werner Klingler and Herbert Selpin | Sybille Schmitz, Hans Nielsen, Kirsten Heiberg, E.F. Fürbringer, Karl Schönböck, Charlotte Thiele, Otto Wernicke, Franz Schafheitlin, Sepp Rist, Monika Burg, Jolly Bohnert, Fritz Böttger, Hermann Brix, Lieselott Klinger, Theodor Loos, and Karl Meixner | Propaganda  | Disaster film Distribuțieing a fictitious German officer on the RMS Titanic as the hero and the British as villains.            |
| Scherzo - Verwitterte Melodie                                         | Hans Fischerkoesen                 | |             | Weather-beaten Melody; animation                                                                                                |
| Josef Thorak, Werkstatt und Werk                                      | Hans Cürlis and Arnold Fanck       | |             | A 14 minute film about Nazi sculptor Josef Thorak                                                                               |
| Die Wirtin zum Weißen Rößl                                            | Karl Anton                         | |             | |

## 1944
| Titlu                                                        | Regizor                      | Distribuție                     | Gen                    | Note |
| ------------------------------------------------------------ | ---------------------------- | ------------------------------- | ---------------------- | --- |
| Arno Breker                                                  | Hans Cürlis and Arnold Fanck |                                 |                        | 13 min documentary |
| Atlantik-Wall                                                | Arnold Fanck                 |                                 |                        | 19-minute propaganda film about the Atlantic Wall                                                                         |
| Das war mein Leben                                           | Paul Martin                  |                                 |                        | That Was My Life |
| The Degenhardts                                              | Werner Klingler              | Heinrich George, Ernst Schröder | War/Drama              | |
| Engel mit dem Saitenspiel, Der                               | Heinz Rühmann                |                                 |                        | |
| Es fing so harmlos an                                        | Theo Lingen                  |                                 |                        | |
| Es lebe die Liebe                                            | Erich Engel                  |                                 |                        | |
| Feuerzangenbowle, Die                                        | Helmut Weiss                 |                                 | Comedy                 | comedy with Heinz Rühmann in his most famous role as Hans Pfeiffer "with three fs"                                        |
| Die Frau meiner Träume                                       | Georg Jacoby                 |                                 |                        | Woman of My Dreams In Agfacolor                                                                                           |
| Die Goldene Gans                                             | Lotte Reiniger               |                                 | Animation              | The Golden Goose |
| Große Freiheit Nr. 7                                         | Helmut Käutner               |                                 |                        | Große Freiheit [Great Freedom] is the name of a Hamburg street. Then censored Agfacolor film with Hans Albers             |
| Junge Adler                                                  | Alfred Weidenmann            |                                 |                        | Young Eagles |
| Kleine Muck, Der                                             | Franz Fiedler                |                                 |                        | |
| Kleine Sommermelodie, Eine                                   | Volker von Collande          |                                 |                        | A Little Summer Melodie                                                                                                   |
| Opfergang                                                    | Veit Harlan                  |                                 |                        | In Agfacolor |
| Orient-Express                                               | Viktor Tourjansky            |                                 |                        | |
| Panorama                                                     |                              |                                 |                        | Monthly news human interest series; in color                                                                              |
| Scharfschütze in der Geländeausbildung                       |                              |                                 |                        | Sniper training film |
| Der Schneemann                                               | Hans Fischerkoesen           |                                 | Animation in Agfacolor | The Snowman |
| Schrammeln                                                   | Géza von Bolváry             |                                 |                        | |
| Ein Schöner Tag                                              | Philipp Lothar Mayring       |                                 |                        | A Beautiful Day |
| Theresienstadt:Der Führer schenkt den Juden eine Stadt       | Kurt Gerron                  |                                 |                        | Propaganda film about how "well" the Jews were treated in concentration camps subTitlud: The Fuhrer Gives the Jews a City |
| Vom Einsatz der Ordnungspolizei in allen Fronten des Krieges |                              |                                 |                        | On the Action of the Order Police in All Fronts of the War                                                                |

## 1945
| Titlu                     | Regizor                                | Distribuție           | Gen       | Note                                   |
| ------------------------- | -------------------------------------- | --------------------- | --------- | -------------------------------------- |
| Dumme Gänslein, Das       | Hans Fischerkoesen                     |                       | Animation | The Silly Little Goose                 |
| Das kleine Hofkonzert     | Paul Verhoeven                         |                       |           | The Little Court Concert; In Agfacolor |
| Hochzeit im Korallenmeer  | Horst von Möllendorff                  |                       |           | Wedding in the Coral Sea               |
| Kolberg                   | Veit Harlan                            |                       |           | propaganda film in Agfacolor           |
| Das Leben geht weiter     | Wolfgang Liebeneiner                   |                       |           | Life Continues                         |
| Shiva und die Galgenblume | Hans Georg Andres and Michaela Krützen |                       |           | In Agfacolor                           |
| Via Mala                  | Josef von Báky                         | Karin Hardt Carl Wery | Melodrama |                                        |

## Neclasificate
Note: The year of these films may be unknown or they may span multiple years.
| Die Deutsche Wochenschau |               | The German Weekly Show; newsreel series                                                                |
| Die Frontschau           | Fritz Hippler | The Front Show; Series of technical films shown to soldiers before they were sent to the Eastern Front |

## Neterminate
| Tiefland | Leni Riefenstahl | Filmed 1940-44 the movie was completed after World War II and released 1954 |